# Kyle Kirkwood
Kyle MacLean Kirkwood (Jupiter, Florida, Estados Unidos; 19 de octubre de 1998) es un piloto de automovilismo estadounidense. En el año 2016 ingresó al programa Road to Indy, y ganó el título en las tres categorías del programa (U.S. F2000, Indy Pro 2000 e Indy Lights), convirtiéndose en el primer piloto en lograr dicho hito. Desde 2022 corre en la IndyCar Series, debutando con A. J. Foyt Enterprises, en 2023 fichó para el equipo Andretti Autosport.

## Carrera

### Inicios
Tras el karting, Kirkwood debutó en el Campeonato F1600 en 2015, logrando una victoria en Road Atlanta. Al año siguiente pasó al Campeonato de Estados Unidos de Fórmula 4, siendo tercero en su primer año y campeón en 2017.

### Road to Indy, paso por Europa e IMSA
En 2018 corrió en el Campeonato de F3 de las Américas y en el Campeonato Nacional U.S. F2000, logrando el título en ambas competiciones. Al año siguiente ascendió a la Indy Pro 2000 con el equipo RP Motorsport Racing. Logró nueve victorias en once podios y el título de pilotos con 419 puntos, delante de Rasmus Lindh. También corrió como piloto invitado en Eurofórmula Open en Monza con el mismo equipo.
En marzo de 2020, Kirkwood participó en el test de jóvenes pilotos de Fórmula E con el equipo BMW i Andretti Motorsport, y estaba previsto que corriera en la Indy Lights con Andretti Autosport, pero no fue posible debido a la cancelación de la temporada por la pandemia de COVID-19. En octubre y noviembre del mismo año, corrió en dos rondas de WeatherTech SportsCar Championship.
A finales de 2020 fue confirmado nuevamente como piloto titular de Andretti para disputar la Indy Lights en 2021. A lo largo del año logró diez victorias en catorce podios y el Campeonato de Pilotos con 537 puntos. Con el número de victorias que logró, igualó el récord del canadiense Greg Moore como el piloto con más triunfos en una temporada de dicha categoría. También se convirtió en el primer piloto en lograr el título en las tres categorías del programa Road to Indy.

### IndyCar Series
En noviembre de 2021, fue anunciado su ascenso a tiempo completo a la IndyCar Series 2022 con el equipo A. J. Foyt Enterprises. Manejó el monoplaza número 14 en reemplazo de Sébastien Bourdais. Previo a su fichaje realizó pruebas en Sebring con Andretti Autosport, y estuvo previsto que realizara un programa de entrenamiento en tres carreras de IndyCar.
En su debut, en San Petersburgo, fue decimoctavo. En la ronda siguiente, lideró por primera vez en una carrera de IndyCar, la cual le otorgó un punto extra, y en la ronda posterior terminó por primera vez en los diez primeros. Tras dos carreras, donde cosechó 13 puntos, corrió por primera vez las 500 Millas de Indianápolis. Finalizó en la posición 17, siendo el segundo mejor novato de la carrera, detrás de David Malukas. Tras la Indy 500, sus mejores resultados fuera del top 10 fueron un decimoquinto y decimotercer lugar en Iowa 300 y Portland respectivamente. Finalmente se ubicó en la posición 24 en su primer año en la IndyCar, siendo el quinto mejor novato de la temporada.
El día 1 de junio, fue anunciado que para la temporada 2023, Kirkwood fichará por Andretti Autosport en sustitución de Alexander Rossi, quien pasó a Arrow McLaren SP. El 16 de abril de 2023, logró su primera victoria en la IndyCar en el Gran Premio de Long Beach saliendo desde su primera pole position. Entre junio y julio logró tres top 10 y una vuelta rápida en Detroit, y el 6 de agosto volvió a ganar en el Gran Premio de la Ciudad de la Música.

## Resumen de carrera
| Temporada | Categoría                                 | Equipo                 | Carreras     | Victorias    | Poles        | VR           | Podios       | Puntos       | Pos.         |
| --------- | ----------------------------------------- | ---------------------- | ------------ | ------------ | ------------ | ------------ | ------------ | ------------ | ------------ |
| 2015      | Campeonato F1600                          | Chastain Motorsports   | 7            | 1            | 0            | 1            | 2            | 181          | 16.º         |
| 2016      | Campeonato de Estados Unidos de Fórmula 4 | Primus Racing          | 15           | 1            | 1            | 1            | 9            | 183          | 3.º          |
| 2017      | Campeonato de Estados Unidos de Fórmula 4 | Cape Motorsports       | 20           | 9            | 6            | 10           | 15           | 345          | 1.º          |
| 2018      | Campeonato Nacional U.S. F2000            | Cape Motorsports       | 14           | 12           | 5            | 6            | 13           | 374          | 1.º          |
| 2018      | Campeonato de F3 de las Américas          | Abel Motorsports       | 17           | 15           | 5            | 15           | 16           | 405          | 1.º          |
| 2019      | Indy Pro 2000                             | RP Motorsport Racing   | 16           | 9            | 5            | 7            | 11           | 419          | 1.º          |
| 2019      | Eurofórmula Open                          | RP Motorsport          | 2            | 0            | 0            | 0            | 0            | 0            | NC†          |
| 2020      | WeatherTech SportsCar Championship - GTD  | AIM Vasser Sullivan    | 2            | 0            | 0            | 0            | 0            | 42           | 37.º         |
| 2020      | IMSA Prototype Challenge                  | Forty 7 Motorsports    | 4            | 1            | 0            | 4            | 2            | 109          | 16.º         |
| 2021      | WeatherTech SportsCar Championship - GTD  | Vasser Sullivan Racing | 4            | 0            | 1            | 0            | 0            | 738          | 29.º         |
| 2021      | Indy Lights                               | Andretti Autosport     | 20           | 10           | 5            | 5            | 14           | 537          | 1.º          |
| 2022      | IMSA SportsCar Championship - GTD Pro     | Vasser Sullivan Racing | 3            | 1            | 1            | 0            | 1            | 999          | 9.º          |
| 2022      | IMSA SportsCar Championship - GTD         | Vasser Sullivan Racing | 1            | 1            | 1            | 0            | 1            | 385          | 45.º         |
| 2022      | IndyCar Series                            | A. J. Foyt Enterprises | 17           | 0            | 0            | 0            | 0            | 183          | 24.º         |
| 2023      | IMSA SportsCar Championship - GTD         | Vasser Sullivan Racing | 1            | 0            | 0            | 0            | 0            | 284          | 50.º         |
| 2023      | IMSA SportsCar Championship - GTD Pro     | Vasser Sullivan Racing | 2            | 0            | 1            | 0            | 1            | 617          | 13.º         |
| 2023      | IndyCar Series                            | Andretti Autosport     | 17           | 2            | 1            | 1            | 2            | 352          | 11.º         |
| 2024      | IMSA SportsCar Championship - GTD Pro     | Vasser Sullivan        | 3            | 1            | 1            | 0            | 1            | 817          | 19.º         |
| 2024      | IndyCar Series                            | Andretti Global        | 16           | 0            | 1            | 0            | 1            | 420          | 7.º          |
| 2025      | IndyCar Series                            | Andretti Global        | Disputándose | Disputándose | Disputándose | Disputándose | Disputándose | Disputándose | Disputándose |
| Fuente:   |                                           |                        |              |              |              |              |              |              |              |

- † Era piloto invitado, por lo que no sumó puntos.

## Resultados

### Campeonato Nacional U.S. F2000
(Clave) (negrita indica pole position) (cursiva indica vuelta rápida)

| Año     | Escudería        | 1     | 2     | 3     | 4     | 5     | 6     | 7     | 8     | 9     | 10    | 11    | 12    | 13    | 14    | Pos. | Puntos |
| ------- | ---------------- | ----- | ----- | ----- | ----- | ----- | ----- | ----- | ----- | ----- | ----- | ----- | ----- | ----- | ----- | ---- | ------ |
| 2018    | Cape Motorsports | STP 1 | STP 5 | IMS 2 | IMS 1 | LOR 1 | ROA 1 | ROA 1 | TOR 1 | TOR 1 | MDO 1 | MDO 1 | MDO 1 | POR 1 | POR 1 | 1.º  | 440    |
| Fuente: |                  |       |       |       |       |       |       |       |       |       |       |       |       |       |       |      |        |

### Indy Pro 2000
(Clave) (negrita indica pole position) (cursiva indica vuelta rápida)

| Año     | Escudería            | 1      | 2     | 3     | 4      | 5     | 6     | 7     | 8     | 9     | 10    | 11    | 12    | 13    | 14    | 15    | 16     | Pos. | Puntos |
| ------- | -------------------- | ------ | ----- | ----- | ------ | ----- | ----- | ----- | ----- | ----- | ----- | ----- | ----- | ----- | ----- | ----- | ------ | ---- | ------ |
| 2019    | RP Motorsport Racing | STP 14 | STP 2 | IMS 2 | IMS 13 | LOR 4 | ROA 1 | ROA 1 | TOR 8 | TOR 1 | MDO 1 | MDO 1 | GTW 1 | POR 1 | POR 1 | LAG 1 | LAG 14 | 1.º  | 419    |
| Fuente: |                      |        |       |       |        |       |       |       |       |       |       |       |       |       |       |       |        |      |        |

### Indy Lights
(Clave) (negrita indica pole position) (cursiva indica vuelta rápida)

| Año     | Escudería          | 1     | 2     | 3     | 4     | 5     | 6     | 7     | 8     | 9     | 10     | 11    | 12    | 13    | 14    | 15    | 16    | 17    | 18    | 19    | 20    | Pos. | Puntos |
| ------- | ------------------ | ----- | ----- | ----- | ----- | ----- | ----- | ----- | ----- | ----- | ------ | ----- | ----- | ----- | ----- | ----- | ----- | ----- | ----- | ----- | ----- | ---- | ------ |
| 2021    | Andretti Autosport | ALA 9 | ALA 5 | STP 1 | STP 2 | IMS 4 | IMS 4 | DET 1 | DET 1 | RDA 1 | RDA 12 | MDO 1 | MDO 1 | GTW 2 | GTW 2 | POR 2 | POR 1 | LAG 1 | LAG 1 | MDO 1 | MDO 5 | 1.º  | 537    |
| Fuente: |                    |       |       |       |       |       |       |       |       |       |        |       |       |       |       |       |       |       |       |       |       |      |        |

### IndyCar Series
(Clave) (negrita indica pole position) (cursiva indica vuelta rápida)

| Año     | Escudería              | Motor     | 1      | 2       | 3      | 4      | 5      | 6       | 7      | 8      | 9      | 10     | 11     | 12     | 13     | 14     | 15     | 16     | 17     | 18    | Pos. | Puntos |
| ------- | ---------------------- | --------- | ------ | ------- | ------ | ------ | ------ | ------- | ------ | ------ | ------ | ------ | ------ | ------ | ------ | ------ | ------ | ------ | ------ | ----- | ---- | ------ |
| 2022    | A. J. Foyt Enterprises | Chevrolet | STP 18 | TXS 25  | LBH 10 | ALA 22 | IMS 26 | INDY 17 | DET 24 | ROA 20 | MDO 26 | TOR 22 | IOW 15 | IOW 25 | IMS 23 | NSH 19 | GTW 17 | POR 13 | LAG 21 |       | 24.º | 183    |
| 2023    | Andretti Autosport     | Honda     | STP 15 | TXS 27  | LBH 1  | ALA 12 | IMS 14 | INDY 27 | DET 6  | ROA 9  | MDO 17 | TOR 15 | IOW 7  | IOW 11 | NSH 1  | IMS 9  | GAT 15 | POR 10 | LAG 25 |       | 11.º | 352    |
| 2024    | Andretti Global        | Honda     | STP 10 | THE DNQ | LBH 7  | ALA 10 | IGP 11 | INDY 7  | DET 4  | ROA 5  | LAG 5  | MDO 8  | IOW 7  | IOW 16 | TOR 2  | GAT 22 | POR 10 | MIL 12 | MIL 8  | NSH 4 | 7.º  | 420    |
| 2025*   | Andretti Global        | Honda     | STP 5  | THE 8   | LBH 1  | ALA 11 | IGP 8  | INDY 32 | DET 1  | GAT 1  | ROA 4  | MDO 8  | IOW 26 | IOW 18 | TOR 6  | LAG 16 | POR 20 | MIL    | NSH    |       | 5.º  | 387    |
| Fuente: |                        |           |        |         |        |        |        |         |        |        |        |        |        |        |        |        |        |        |        |       |      |        |

- * Temporada en progreso.

#### 500 Millas de Indianápolis
| Año     | Chasis  | Motor     | Inicio | Final | Equipo                 |
| ------- | ------- | --------- | ------ | ----- | ---------------------- |
| 2022    | Dallara | Chevrolet | 28     | 17    | A. J. Foyt Enterprises |
| 2023    | Dallara | Honda     | 15     | 27    | Andretti Autosport     |
| 2024    | Dallara | Honda     | 11     | 7     | Andretti Global        |
| 2025    | Dallara | Honda     | 23     | 32    | Andretti Global        |
| Fuente: |         |           |        |       |                        |